# Savi alla Mercanzia
I Savi alla Mercanzia, conosciuti anche come Cinque Savi alla Mercanzia, furono una magistratura della Repubblica di Venezia con competenza su commercio, navigazione e industria veneziana, nonché su dazi, assicurazioni marittime, trattati commerciali e, in generale, ogni aspetto riguardante la vita mercantile nei territori della Serenissima.

## Storia della magistratura
Precedentemente all'istituzione di questa magistratura, legislazione e amministrazione in ambito economico-commerciale erano competenza della Consulta dei Savi del Collegio e dei Consoli dei Mercanti, organi antichissimi e di vitale importanza nella repubblica marinara veneziana.
Successivamente, date le sempre più incombenti necessità della Consulta di concentrarsi su aspetti dell'amministrazione statale come, per esempio, l'amministrazione dei Domini di Terraferma, il 15 gennaio 1517 il Senato deliberò l'istituzione dei Cinque Savi alla Mercanzia, i quali divennero una magistratura stabile solo dieci anni dopo, nel 1517, con l'ulteriore incarico di «scansar le spese superflue» del bilancio statale. I cinque Savi venivano scelti tra i membri del Senato in virtù dei loro meriti nel commercio e nella navigazione, e rimanevano in carica dapprima un anno, poi - nel Settecento - non oltre i due.
Nel corso del Seicento, i Savi acquisirono anche competenze giudiziarie, come per esempio la facoltà di emettere sentenze su contenziosi riguardanti gli stranieri residenti nei territori veneziani, come turchi, ebrei e armeni, nonché di operare per reprimere il contrabbando, incarico affidato dal Senato veneziano generalmente al Savio alla Mercanzia più anziano.
Nel 1708 vennero istituiti i Deputati al Commercio nel numero di due, i quali dovevano affiancare i Savi alla Mercanzia nella gestione dell'ormai languente commercio veneziano con particolare attenzione al monopolio del tabacco. Tuttavia, la carica dei Deputati al Commercio venne sciolta nel 1756.
Uffici alle dipendenze dei Cinque Savi alla Mercanzia furono i Visdomini del Mare e i Deputati alla Regolazione delle Tariffe Mercantili, entrambi inizialmente con funzioni esecutive.